# John Joyce
John Stanislaus Joyce (Cork, 4 luglio 1849 – Dublino, 29 dicembre 1931) è stato un uomo d'affari irlandese, padre dello scrittore irlandese James Joyce nonché uno degli uomini più conosciuti di Dublino.

## Biografia
Figlio di James e Ellen (née O'Connel) Joyce, John Joyce crebbe a Cork, dove la famiglia della madre, che rivendicava una parentela col “Liberatore” Daniel O'Connel, aveva una certa importanza. Dopo la morte del padre avvenuta nel 1866, John Joyce ereditò molte proprietà attorno a Cork, ma subito dopo si spostò a Dublino, dove lavorò per diversi anni come segretario in una distilleria. Era anche un apprezzato tenore, ma non si dedicò mai alla carriera di cantante professionista. Il 5 maggio 1879 sposò Mary “May” Murray. L'anno successivo, grazie al suo lavoro di propaganda ai candidati liberali alle elezioni del 1880, ottenne un posto come doganiere a Dublino. Nel 1882 nasce James, il primo di dodici figli, due dei quali moriranno di febbre tifoide.  Nei successivi dieci anni John Joyce perse quasi tutte le sue proprietà a Cork. Nel 1887 fu nominato esattore delle tasse dalla Dublin Corporation e si trasferì con la famiglia nella piccola città di Bray. John Joyce era un sostenitore del partito autonomista irlandese e di Charles Stewart Parnell e la sua morte in seguito allo scandalo che lo coinvolse lo colpì molto. Nel 1891 venne sospeso dal lavoro con una pensione; era uno spendaccione e un gran bevitoree, ma nonostante questo riuscì a vivere senza altri sussidi. Nel 1903 Mary Murray morì di tumore e nonostante la povertà della famiglia, John riuscì a sopravvivergli di ventotto anni. Morì a ottantadue anni, un'età piuttosto avanzata data la povertà della famiglia e il suo alcolismo.
Di tutti i suoi figli, Joyce ha ottenuto del bene solo dal maggiore, James, che condivise maggiormente la compagnia del padre col quale aveva molti tratti in comune, inclusi l'abilità nel canto e l'incapacità di risparmiare. John Joyce si può riconoscere in molti lavori di James, più chiaramente come Simon Dedalus in Ritratto dell'artista da giovane e Ulisse, e come Humphrey Chimpden Earwicker in Finnegans Wake. È anche lo zio del narratore nei racconti Le sorelle e Arabia, due racconti di Gente di Dublino. Nell’Ulisse il personaggio Leopold Bloom è fortemente ispirato dalla sua figura.

## Fonti
- Ellmann, Richard. James Joyce. Oxford University Press, 1959, revised edition 1983. ISBN 0-19-503381-7.